# Пелуз, Леон-Жермен
Леон-Жермен Пелуз (фр. Léon Germain Pelouse; 1 октября 1838, Пьерле — 31 июля 1891, Париж) — французский художник-пейзажист.

## Жизнь и творчество
Его первой профессией была торговля. В живописи был самоучкой. Впервые выставлялся в парижском Салоне в 1865 году. В 1873 получил на Салоне медаль второго класса за полотно Утро в долине Серней (Le Matin dans la Vallée de Cernay). В следующем году завоевал ещё одну медаль за картину Une Coupe de bois à Senlisse. В 1878 награждён орденом Почётного легиона. В 1889 награждён золотой медалью на парижской Всемирной выставке. Много работал в Бретани, очарованный красотой этого края.
В историю французской живописи вошёл как один из наиболее талантливых пейзажистов второй половины XIX века. Стиль и тематика его работ были близки к мастерам барбизонской школы.
Полотна Леона-Жермена Пелуза в настоящее время можно видеть в крупнейших художественных музеях Франции — в парижском Орсе, музеях Гавра, Бреста, Нанта и др.

## Галерея

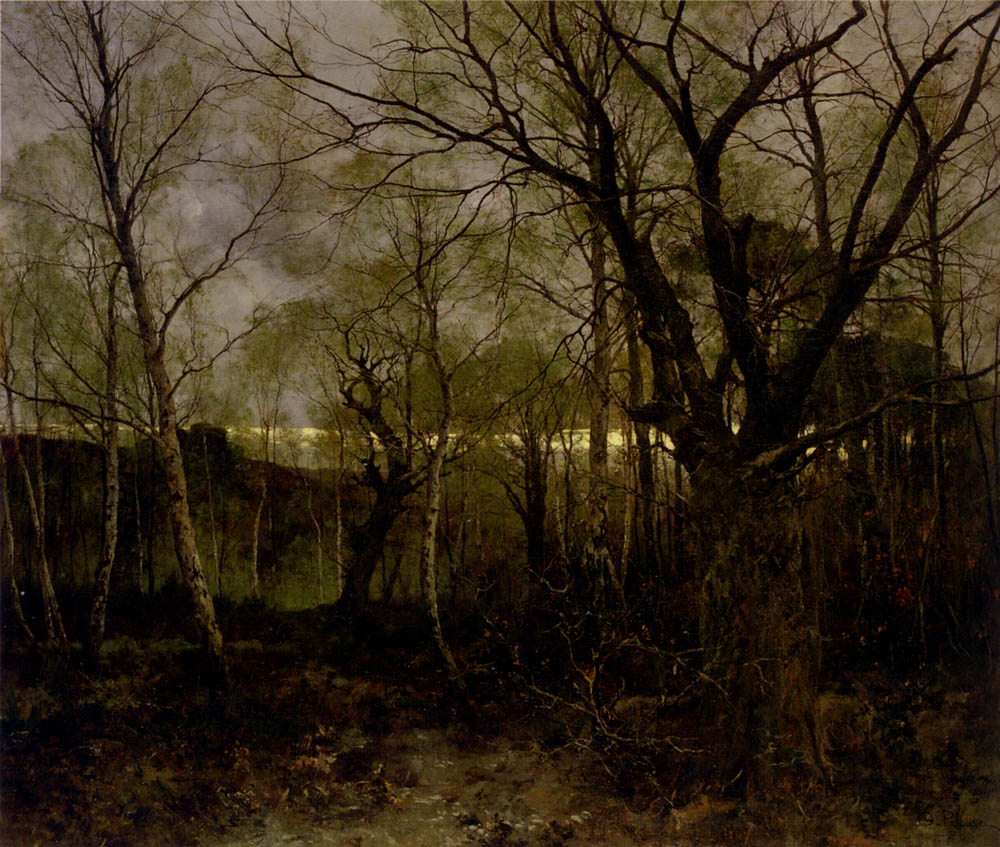
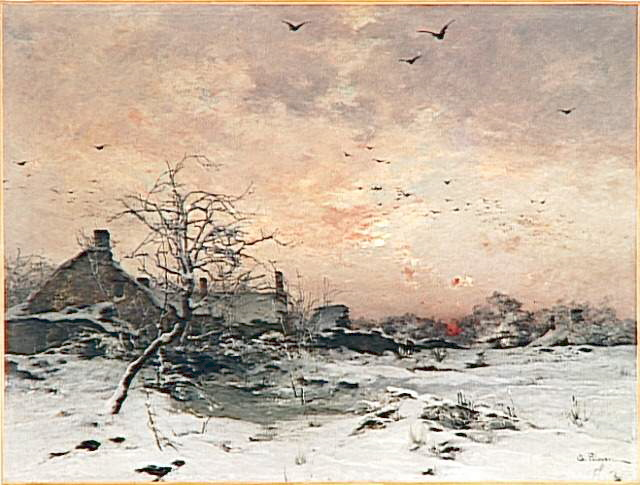
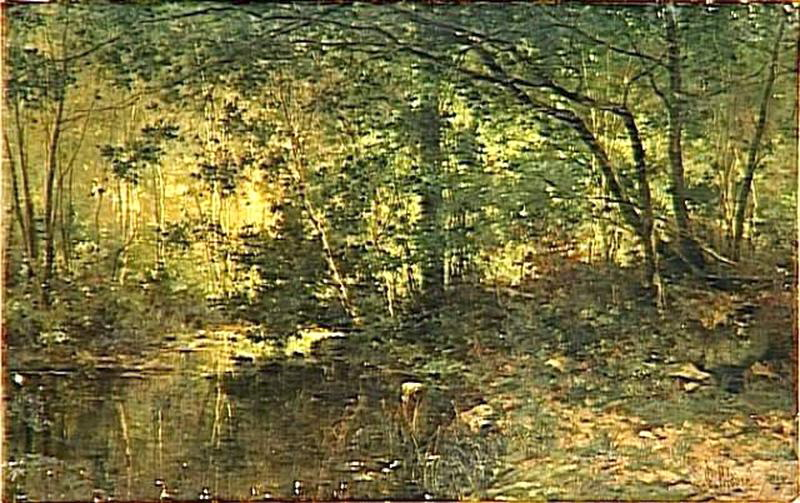
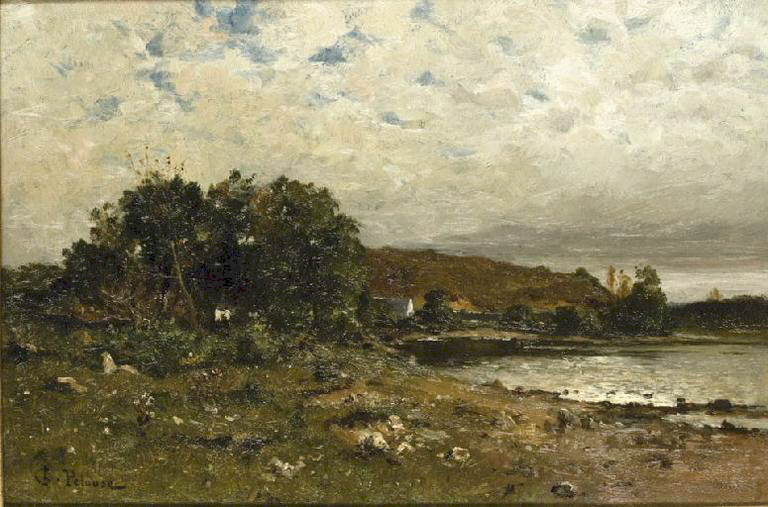
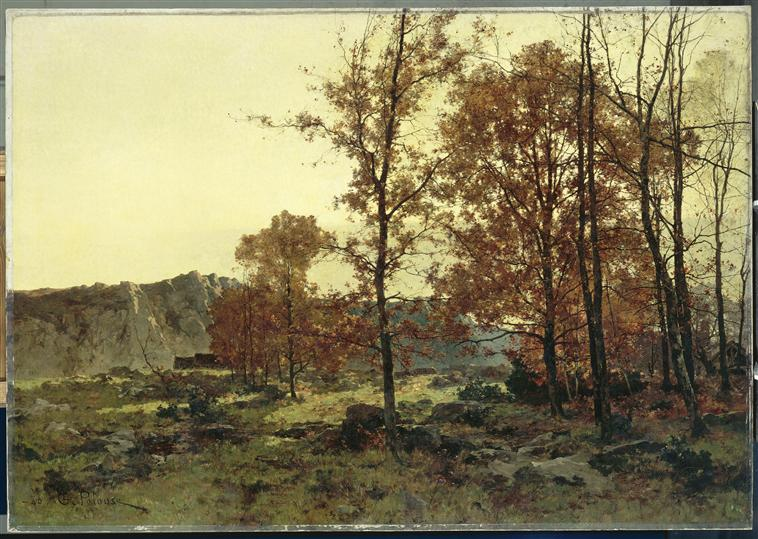
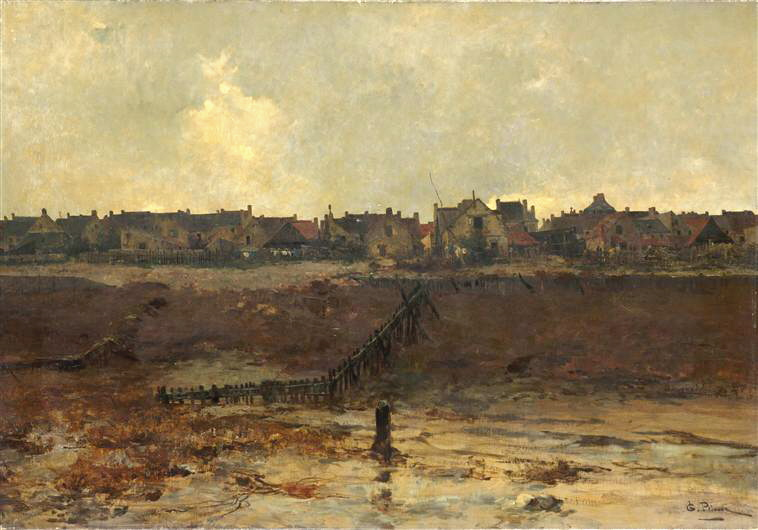
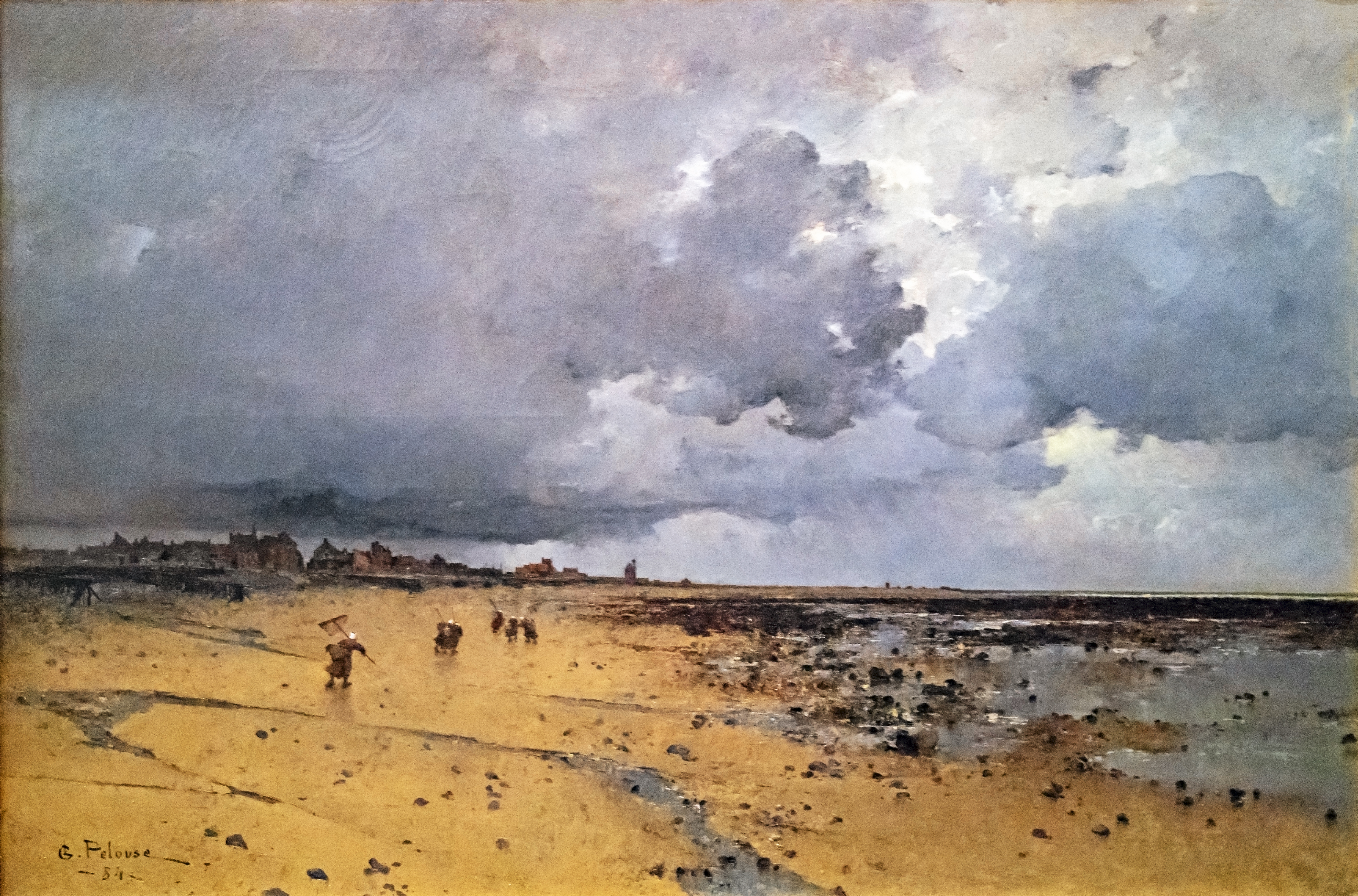